# Trækænguruer
Trækænguruer (Dendrolagus) er en slægt i familien kænguruer (Macropodidae). De findes i tropiske regnskove i Ny Guinea, det nordøstligste Queensland i Australien og nogle af øerne i regionen. De fleste trækænguruer betragtes som truede af udryddelse på grund af jagt og tab af levesteder. Det er de eneste ægte trælevende kænguruer.

## Beskrivelse
Trækænguruer er oftest cirka 1,3 til 1,8 meter lange, heraf er kropslængden 50 til 80 centimeter og halelængden 50 til 90 centimeter. Vægten er fra 5 til 18 kilogram. Pelsen er på oversiden sort eller gråbrun, hos nogle arter desuden broget. Undersiden er ofte hvidlig.
I sammenligning med jordlevende kænguruer har trækænguruer kortere og mere robuste ben med bredere såler og kraftigere forlemmer. De lange, krumme kløer, der ligner bjørnekløer, er også en tilpasning til livet i træerne. Ørerne er rundere og snuden kortere end hos andre kænguruslægter. Halen er behåret og ensartet i sin tykkelse.

## Arter
De 12 arter i slægten Dendrolagus:
- D. inustus; nordlige og vestlige Ny Guinea plus øen Yapen samt muligvis Salawati og Waigeo
- D. lumholtzi (Lumholtzs trækænguru); Queensland
- D. bennettianus (Bennetts trækænguru); Queensland
- D. ursinus (sort trækænguru); Vogelkop, Ny Guinea
- D. matschiei (Matschies trækænguru); Huon-halvøen, Ny Guinea
- D. dorianus; vestlige, centrale og sydøstlige Ny Guinea
- D. stellarum; vestcentrale højlande på Ny Guinea
- D. goodfellowi; centrale og sydøstlige Ny Guinea
- D. pulcherrimus; Foja- og Torricellibjergene, Ny Guinea
- D. spadix; sydvestlige lavland på Papua Ny Guinea
- D. mbaiso; vestcentrale højlande på Ny Guinea
- D. scottae; Sandaun-provinsen, Ny Guinea